# Järnhästen (seriealbum)
Järnhästen (Des rails sur la prairie) är ett Lucky Luke-album från 1957. Det är i original utgivet som det 9:e albumet i ordningen, och har nummer 42 i den svenska utgivningen. Utöver att vara den första Lucky Luke-historia skriven av René Goscinny, är det också den första fullalbumslånga serien med Luke, och den första serien som avslutas med att titelfiguren rider vidare mot solnedgången, sjungande "I'm a Poor Lonesome Cowboy".

## Handling
Handlingen är baserad på det historiska byggandet av den transamerikanska järnvägen (First Transcontinental Railroad), av järnvägsbolagen Union Pacific och Central Pacific Railroad under 1860-talet.
Transcontinental Railway har kallat till krismöte med anledning av att företagets stora projekt att bygga en järnväg som binder samman Amerikas öst- och västkust har stått stilla under månader. Black Wilson, en av Transcontinentals styrelseledamöter, är dock fast besluten att hindra att byggandet slutförts, och beordrar sina män i Dead Ox Gulch, Illinois, att till varje pris förhindra arbetet. Lucky Luke, som är på resa genom Dead Ox Gulch, beslutar sig dock för att hjälpa rallarna. Trots Wilsons män leder Luke arbetet vidare genom den amerikanska ödemarken, tills Wilson beslutar sig för att personligen hindra dem från att nå Kalifornien.

## Svensk utgivning
- Morris; René Goscinny, (översättare: Kåre Persson) (1981). Järnhästen. Lucky Lukes äventyr: 42. Stockholm: Bonniers Juniorförlag. Libris 7285331. ISBN 91-48-50522-6
- I Lucky Luke – Den kompletta samlingen ingår albumet i "Lucky Luke - 1955-1957". Libris 9357796. ISBN 91-7269-407-6